# 小行星9891
小行星9891（英語：9891 Stephensmith）是一颗围绕太阳公转的小行星。1995年12月15日，小林隆男在大泉天文台发现了此天体。
这颗小行星的绝对星等为176.2968789394405等。